# جامعة الزرقاء
جامعة الزرقاء تأسست عام 1994 في شرق مدينة الزرقاء، وعلى بعد 6 كم من وسط مدينة الزرقاء، بمساحة 350 دونم. بدأت الدراسة في الجامعة في 6 كليات وعشرين تخصصاً، 150 طالباً. وحالياً تضم الجامعة 14 كلية 44 تخصص.
والآن أصبحت جامعة الزرقاء من كبرى جامعات الوطن. حيث فيها ثلاث عشرة كلية: الشريعة، الآداب، والعلوم وتكنولوجيا المعلومات، والهندسة التكنولوجية، والفنون والتصميم، والتمريض، والصيدلة، والاقتصاد والعلوم الإدارية، والعلوم التربوية، والحقوق، والصحافة والإعلام، والعلوم الطبية المساندة، والدراسات العليا، وتتوزع التخصصات في هذه الكليات على (44) أربعة وأربعين برنامجاً في مرحلة البكالوريوس، وبرامج لدراسة الماجستير في التخصصات الآتية: المحاسبة، واللغة الإنجليزية وآدابها، الترجمة، علم الحاسوب، التسويق، الرياضيات، وإدارة الأعمال.

## الكليات
1. كلية الهندسة التكنولوجية.
2. كلية العلوم.
3. كلية تكنولوجيا المعلومات.
4. كلية الاقتصاد والعلوم اللإدارية.
5. كلية الآداب.
6. كلية الشريعة.
7. كلية الحقوق.
8. كلية العلوم الطبية المساندة.
9. كلية التمريض.
10. كلية الصيدلة.
11. كلية الصحافة والإعلام.
12. كلية الفنون والتصميم.
13. كلية العلوم التربوية.
14. كلية الدراسات العليا.
15. كلية طب الأسنان.

### العمادات
1. عمادة البحث العلمي.
2. عمادة الدراسات المسائية.
3. عمادة شؤون الطلبة.

## إصدارات الجامعة من المجلات العلمية والثقافية
- مجلة الزرقاء للبحوث والدراسات. (ستة مجلدات - عشرة أعداد)
- مجلة IAJIT.
- صحيفة الزرقاء. (من إعداد طلبة الصحافة)
- مجلة أخبار الجامعة. (دائرة العلاقات الثقافية والعامة)

## شخصيات الجامعة
- إسحاق الفرحان، سياسي وتربوي، ورئيس الجامعة الأسبق.
- عدنان نايفة، عالم هندسة ميكانيك وطيران، ورئيس الجامعة الأسبق.

## روابط خارجية
- موقع جامعة الزرقاء